# Леонтий I Сисанийски
Леонтий (на гръцки: Λεόντιος) е духовник от XVII век, епископ на Охридската архиепископия.

## Биография
Историческите данни за Леонтий I са оскъдни. През 1676 година той подписва, заедно с други свещеници, детронацията на архиепископ Теофан Охридски. През 1677 година е споменат в ктиторския надпис в „Света Параскева“ в Сятища. В същата година съподписва заедно с Давид Костурски, Кирил Гревенски и Дионисий Преспански сигилий на архиепископ Мелетий II Охридски относно ставропигиалния Завордски манастир.